# Malijsko Carstvo
Jedno od najbogatijih srednjovjekovnih afričkih kraljevstva bilo je ono u Maliju. Osnovao ga je oko 1235. godine u zapadnoj Africi ratnički kralj Sundiata, a carstvo je svoj vrhunac dostiglo u 14. stoljeću u vrijeme vladavine Sundiatina potomka imenom Mansa Musa. Bogatstvo Malija potjecalo je od rudnika zlata i transsaharske trgovine te pridonijelo dominaciji ovog carstva nad okolnim narodima, kao što su Songhai. U 15. stoljeću Songhai su počeli napadati preraslo Malijsko Carstvo i naposljetku ga osvojili.

## Širenje carstva
Na svom vrhuncu u 14. stoljeću Malijsko Carstvo zauzimalo je velik dio današnjeg Senegala, Gambije, Gvineje i Republike Mali. Grad Djenné i songajski gradovi Tombouctou i Gao na rijeci Niger postala su glavna trgovačka središta. Grad Tombouctou je bio osobito poznat po svojoj trgovini zlatom. Zlato se kopalo u dolinima rijeka Niger i Senegal te izvozilo preko pustinje Sahare u sjevernu Afriku.
Mansa, ili >> kralj kraljeva <<, bila je titula što su je koristili vladari Malija. Sundiata (v.1235. – 1255.), prvi mansa, bio je pripadnik plemena koje je vladalo starom Ganom. Sundiata je pokorio Ganu (koja je bila 800 km sjeverozapadnije od današnje Gane), uspostavio tamo svoje carstvo i prešlo na islam.

### Mansa Musa
Kanan Musa, poznatiji kao Mansa Musa (v.1312. – 1337.), bio je najveći malijski vladar, jednako slavan po svojoj pobožnosti i po svojim vojnim uspjesima. Nakon zauzimanja gradova Tombouctoua, Gaoa i Walate, osnovao je u Tombouctou nove škole, više škole i biblioteke te od njega učinio središte islamskog učenja. Godine 1324. – 1325 Mansa Musa je krenuo na hodočašće u Meku. To putovanje je bilo toliko raskošno da je Mali postao poznat u cijelom svijetu. Kad je prolazio Egiptom, Mansa Musa je razdijelio toliko zlata - vjerojatno više od 1,5 tone - da je taj metal devalvirao, od čega se lokalno tržište zlatom nije oporavilo godinama.

## Arhitektura
Velika džamija iz 14. stoljeća u Djennéu najveće je sačuvana građevina od sušenog blata. Svake godine nakon kišnih sezona okuplja se lokalno stanovništvo i ručno je iznova žbuka. Na svom hodočašću u 14. stoljeću Mansa Musa je susreo španjolske učenjake i arhitekta As-Sahelia te ga nagovorio da dođe u Mali. Kad je As-Saheli u važan trgovački grad Tombouctou, uveo je >> pečenu << opeku kao nov građevinski materijal za važna zdanja, kao što su džamije i palače.

## Trgovina
Osim širenja islama, arapski trgovci otkrivali su i karavanske putove kroz Saharu. Ti su putevi povezivali sjevernoafričke gradove, kao Fez i Kairo, sa zapadnoafričkim gradovima kao što je Djenné. Bogastvo podsaharskih carstava ovisilo je o kontroliranju tih trgovačkih puteva što je Mali činio između 1235. i oko 1400. Karavane od po 10.000 deva prenosile su preko Sahare zlato iz Malija. Tjedno su mogli prijeći po 350 km pustinje.

### Djenné
Trgovci su prevozili robu rijekom Niger do Djennéa i dalje. Grad je bio poznat i po karavanskom putu koji je išao prema jugu. Zbog toga je postao sajmište za sjevernoafričku robu koja je odlazila prema jugu u šumska kraljevstva kao što je Benin.

### Ibn Battuta
Godine 1325. marokanski pisac, pravnik i diplomat Ibn Battuta (1304. – 1377.) krenuo je na hodočašće u Meku. Za 29 godina prešao je 120.000 km u 44 zemlje. Njegovo posljednje putovanje bilo je u Malijsko Carstvo gdje posjetio dvor Manse Sulejmana, hvalio je pobožnost Malija, ali je vidio malo od slavnog malijskog zlata.

## Vremenska tablica
| Godina            | Povijesne značajke                                                                          |
| ----------------- | ------------------------------------------------------------------------------------------- |
| 1235. – 1255.     | Sundiata vlada Malijem nakon osvajanja Ganskog Carstva.                                     |
| 1255.             | Sundaiatin najsteriji sin Mansa Oulin jača moć. Slijede desetljeća borbe oko nasljeđivanja. |
| 1298.             | Vlast pojačava Sundaiatin general Sakura (1285-1300).                                       |
| 1300.             | Saharski pljačkaši ubijaju Sakuru.                                                          |
| 1312. – 1337.     | Vlada Mansa Musa.                                                                           |
| 1324. – 1325.     | Mansa Musa hodočasti u Meku.                                                                |
| oko 1320. – 1340. | Malijsko Carstvo dosiže vrhunac.                                                            |
| 1336. – 1358.     | Vladavina Mansa Sulejmana (unuka Manse Muse)                                                |
| 1352.             | Arapski putnik Ibn Battuta ostaje u starom glavnom gradu Maliju Niani devet mjeseci.        |
| oko 1400.         | Pobuna Gaa protiv prevlasti Malija; carstvo počinje propadati.                              |
| 1468.             | Songajsko Carstvo preuzima Malijsko Carstvo.                                                |

## Poveznice
- Ibn Battuta

## Vanjske poveznice
- Najdulji hadž: Putovanja Ibn Battute  Arhivirana inačica izvorne stranice od 20. rujna 2013. (Wayback Machine)
- Malijsko Carstvo  Arhivirana inačica izvorne stranice od 2. kolovoza 2024. (Wayback Machine)

Sestrinski projekti
|  | Zajednički poslužitelj ima još gradiva o temi Malijsko Carstvo |